# ウタピ
ウタピ（Outapi）はナミビアの町である。オムサティ州の州都である。

## 交通

### 道路
- 国道C46号（ドイツ語版） ルアカナ（英語版）～ウタピ～オシャカティ～オンダングァ（英語版）

## 友好都市
- 銀川市